# Eugeniusz Danicki

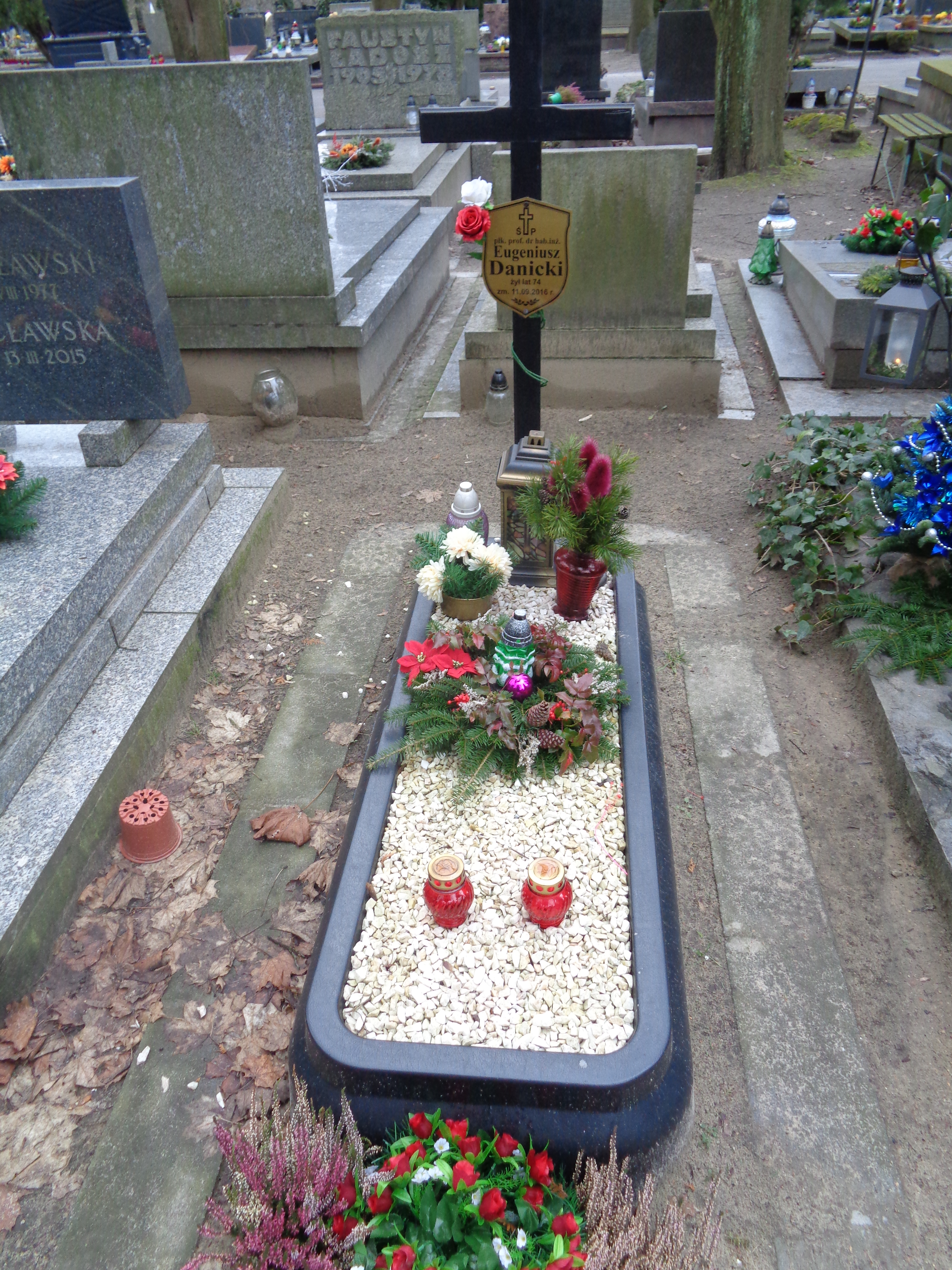
Grób Eugeniusza Danickiego na Cmentarzu Wojskowym na Powązkach w Warszawie

Eugeniusz Jan Danicki (ur. 1942, zm. 11 września 2016) – polski inżynier elektronik, profesor zwyczajny Instytutu Podstawowych Problemów Techniki PAN.

## Życiorys
Absolwent Wydziału Elektroradiotechnicznego WAT (1964). 1970 – doktorat (WAT), 1976 – habilitacja (WAT), 1991 – profesor nadzw. 1995 – profesor zw. Od 1962-1982 – pracownik WAT, w tym od 1976 – kierownik Zakładu Akustyki Fizycznej WAT oraz przez rok – prodziekan ds. Naukowych Wydziału Chemii i Fizyki Technicznej WAT.
W latach 1982–1985 – docent w Przemysłowym Instytucie Telekomunikacji w Warszawie. W latach 1984–2012 – pracownik IPPT PAN, w tym od 1985 – kierownik Zakładu Teorii Fal Elektromagnetycznych, po 2002 – kierownik Pracowni a następnie Laboratorium Fal Powierzchniowych.
Wybitny akustyk, światowej sławy specjalista z teorii przetworników elektroakustycznych. Wieloletni członek, a w latach 2007-2010 – Przewodniczący Rady Naukowej IPPT PAN. Specjalista badań teoretycznych i eksperymentalnych nad oddziaływaniem fal elektromagnetycznych i akustycznych w ciałach stałych.
Długoletni członek Polskiego Towarzystwa Akustycznego, w latach 1987-1990 – Przewodniczący Oddziału Warszawskiego Towarzystwa, długoletni członek Kolegium Redakcyjnego „Archives of Acoustics”. Pochowany na cmentarzu Powązki Wojskowe w Warszawie (kwatera 35B-3-16).

## Odznaczenia
- Złoty Krzyż Zasługi (1972)[2]